# Llista d'asteroides/185701-185800
| Nom      | Designació provisional | Data de descobriment   | Lloc de descobriment | Descobridor/s                        |
| -------- | ---------------------- | ---------------------- | -------------------- | ------------------------------------ |
| 185701 - | 1998 FB73              | 29 de març de 1998     | Caussols             | ODAS                                 |
| 185702 - | 1998 HK3               | 20 d'abril de 1998     | Socorro              | LINEAR                               |
| 185703 - | 1998 KW                | 20 de maig de 1998     | Caussols             | ODAS                                 |
| 185704 - | 1998 OD8               | 26 de juliol de 1998   | La Silla             | E. W. Elst                           |
| 185705 - | 1998 QD24              | 17 d'agost de 1998     | Socorro              | LINEAR                               |
| 185706 - | 1998 QX69              | 24 d'agost de 1998     | Socorro              | LINEAR                               |
| 185707 - | 1998 QU77              | 24 d'agost de 1998     | Socorro              | LINEAR                               |
| 185708 - | 1998 QR95              | 19 d'agost de 1998     | Socorro              | LINEAR                               |
| 185709 - | 1998 RM14              | 14 de setembre de 1998 | Kitt Peak            | Spacewatch                           |
| 185710 - | 1998 RQ25              | 14 de setembre de 1998 | Socorro              | LINEAR                               |
| 185711 - | 1998 RB70              | 14 de setembre de 1998 | Socorro              | LINEAR                               |
| 185712 - | 1998 RH70              | 14 de setembre de 1998 | Socorro              | LINEAR                               |
| 185713 - | 1998 SC3               | 17 de setembre de 1998 | Caussols             | ODAS                                 |
| 185714 - | 1998 SU6               | 26 de setembre de 1998 | Socorro              | LINEAR                               |
| 185715 - | 1998 SJ11              | 17 de setembre de 1998 | Caussols             | ODAS                                 |
| 185716 - | 1998 SF35              | 24 de setembre de 1998 | Socorro              | LINEAR                               |
| 185717 - | 1998 SB52              | 28 de setembre de 1998 | Kitt Peak            | Spacewatch                           |
| 185718 - | 1998 SY64              | 20 de setembre de 1998 | La Silla             | E. W. Elst                           |
| 185719 - | 1998 SV80              | 26 de setembre de 1998 | Socorro              | LINEAR                               |
| 185720 - | 1998 SG89              | 26 de setembre de 1998 | Socorro              | LINEAR                               |
| 185721 - | 1998 SS92              | 26 de setembre de 1998 | Socorro              | LINEAR                               |
| 185722 - | 1998 SF93              | 26 de setembre de 1998 | Socorro              | LINEAR                               |
| 185723 - | 1998 SB99              | 26 de setembre de 1998 | Socorro              | LINEAR                               |
| 185724 - | 1998 SN101             | 26 de setembre de 1998 | Socorro              | LINEAR                               |
| 185725 - | 1998 SZ119             | 26 de setembre de 1998 | Socorro              | LINEAR                               |
| 185726 - | 1998 SR140             | 26 de setembre de 1998 | Socorro              | LINEAR                               |
| 185727 - | 1998 SN158             | 26 de setembre de 1998 | Socorro              | LINEAR                               |
| 185728 - | 1998 UZ3               | 20 d'octubre de 1998   | Caussols             | ODAS                                 |
| 185729 - | 1998 UN25              | 18 d'octubre de 1998   | La Silla             | E. W. Elst                           |
| 185730 - | 1998 UR35              | 28 d'octubre de 1998   | Socorro              | LINEAR                               |
| 185731 - | 1998 VO5               | 8 de novembre de 1998  | Gekko                | T. Kagawa                            |
| 185732 - | 1998 WV11              | 21 de novembre de 1998 | Socorro              | LINEAR                               |
| 185733 - | 1998 WW30              | 28 de novembre de 1998 | Sormano              | M. Cavagna, A. Testa                 |
| 185734 - | 1998 WQ32              | 19 de novembre de 1998 | Anderson Mesa        | LONEOS                               |
| 185735 - | 1998 XD10              | 7 de desembre de 1998  | Caussols             | ODAS                                 |
| 185736 - | 1998 XA27              | 14 de desembre de 1998 | Socorro              | LINEAR                               |
| 185737 - | 1998 YA17              | 22 de desembre de 1998 | Kitt Peak            | Spacewatch                           |
| 185738 - | 1999 CQ65              | 12 de febrer de 1999   | Socorro              | LINEAR                               |
| 185739 - | 1999 CW80              | 12 de febrer de 1999   | Socorro              | LINEAR                               |
| 185740 - | 1999 CB107             | 12 de febrer de 1999   | Socorro              | LINEAR                               |
| 185741 - | 1999 CA145             | 8 de febrer de 1999    | Kitt Peak            | Spacewatch                           |
| 185742 - | 1999 EE13              | 9 de març de 1999      | Kitt Peak            | Spacewatch                           |
| 185743 - | 1999 FP74              | 20 de març de 1999     | Apache Point         | SDSS                                 |
| 185744 - | 1999 FK90              | 21 de març de 1999     | Apache Point         | SDSS                                 |
| 185745 - | 1999 HM11              | 16 d'abril de 1999     | Catalina             | CSS                                  |
| 185746 - | 1999 LO1               | 7 de juny de 1999      | Kitt Peak            | Spacewatch                           |
| 185747 - | 1999 LZ29              | 10 de juny de 1999     | Kitt Peak            | Spacewatch                           |
| 185748 - | 1999 NX4               | 15 de juliol de 1999   | Gnosca               | S. Sposetti                          |
| 185749 - | 1999 RT53              | 7 de setembre de 1999  | Socorro              | LINEAR                               |
| 185750 - | 1999 RT74              | 7 de setembre de 1999  | Socorro              | LINEAR                               |
| 185751 - | 1999 RE109             | 8 de setembre de 1999  | Socorro              | LINEAR                               |
| 185752 - | 1999 RC165             | 9 de setembre de 1999  | Socorro              | LINEAR                               |
| 185753 - | 1999 RM193             | 13 de setembre de 1999 | Eskridge             | G. Hug, G. Bell                      |
| 185754 - | 1999 RU233             | 8 de setembre de 1999  | Catalina             | CSS                                  |
| 185755 - | 1999 SV                | 16 de setembre de 1999 | Kitt Peak            | Spacewatch                           |
| 185756 - | 1999 TM9               | 7 d'octubre de 1999    | Višnjan Observatory  | K. Korlević, M. Jurić                |
| 185757 - | 1999 TK15              | 12 d'octubre de 1999   | Ondřejov             | P. Pravec, P. Kušnirák               |
| 185758 - | 1999 TE18              | 10 d'octubre de 1999   | Xinglong             | Beijing Schmidt CCD Asteroid Program |
| 185759 - | 1999 TO43              | 3 d'octubre de 1999    | Kitt Peak            | Spacewatch                           |
| 185760 - | 1999 TZ61              | 7 d'octubre de 1999    | Kitt Peak            | Spacewatch                           |
| 185761 - | 1999 TN73              | 10 d'octubre de 1999   | Kitt Peak            | Spacewatch                           |
| 185762 - | 1999 TP78              | 11 d'octubre de 1999   | Kitt Peak            | Spacewatch                           |
| 185763 - | 1999 TK83              | 12 d'octubre de 1999   | Kitt Peak            | Spacewatch                           |
| 185764 - | 1999 TL92              | 2 d'octubre de 1999    | Socorro              | LINEAR                               |
| 185765 - | 1999 TV106             | 4 d'octubre de 1999    | Socorro              | LINEAR                               |
| 185766 - | 1999 TK114             | 4 d'octubre de 1999    | Socorro              | LINEAR                               |
| 185767 - | 1999 TF136             | 6 d'octubre de 1999    | Socorro              | LINEAR                               |
| 185768 - | 1999 TZ137             | 6 d'octubre de 1999    | Socorro              | LINEAR                               |
| 185769 - | 1999 TG164             | 9 d'octubre de 1999    | Socorro              | LINEAR                               |
| 185770 - | 1999 TE166             | 10 d'octubre de 1999   | Socorro              | LINEAR                               |
| 185771 - | 1999 TT170             | 10 d'octubre de 1999   | Socorro              | LINEAR                               |
| 185772 - | 1999 TH176             | 10 d'octubre de 1999   | Socorro              | LINEAR                               |
| 185773 - | 1999 TO232             | 5 d'octubre de 1999    | Catalina             | CSS                                  |
| 185774 - | 1999 TK236             | 3 d'octubre de 1999    | Catalina             | CSS                                  |
| 185775 - | 1999 TE241             | 4 d'octubre de 1999    | Catalina             | CSS                                  |
| 185776 - | 1999 TW269             | 3 d'octubre de 1999    | Socorro              | LINEAR                               |
| 185777 - | 1999 TY290             | 10 d'octubre de 1999   | Socorro              | LINEAR                               |
| 185778 - | 1999 TL291             | 10 d'octubre de 1999   | Socorro              | LINEAR                               |
| 185779 - | 1999 UO20              | 31 d'octubre de 1999   | Kitt Peak            | Spacewatch                           |
| 185780 - | 1999 UA34              | 31 d'octubre de 1999   | Kitt Peak            | Spacewatch                           |
| 185781 - | 1999 US40              | 16 d'octubre de 1999   | Kitt Peak            | Spacewatch                           |
| 185782 - | 1999 UG43              | 28 d'octubre de 1999   | Catalina             | CSS                                  |
| 185783 - | 1999 UP48              | 30 d'octubre de 1999   | Kitt Peak            | Spacewatch                           |
| 185784 - | 1999 UK54              | 19 d'octubre de 1999   | Kitt Peak            | Spacewatch                           |
| 185785 - | 1999 VY18              | 2 de novembre de 1999  | Kitt Peak            | Spacewatch                           |
| 185786 - | 1999 VU24              | 13 de novembre de 1999 | Oizumi               | T. Kobayashi                         |
| 185787 - | 1999 VH32              | 3 de novembre de 1999  | Socorro              | LINEAR                               |
| 185788 - | 1999 VL57              | 4 de novembre de 1999  | Socorro              | LINEAR                               |
| 185789 - | 1999 VH69              | 4 de novembre de 1999  | Socorro              | LINEAR                               |
| 185790 - | 1999 VR70              | 4 de novembre de 1999  | Socorro              | LINEAR                               |
| 185791 - | 1999 VT102             | 9 de novembre de 1999  | Socorro              | LINEAR                               |
| 185792 - | 1999 VH105             | 9 de novembre de 1999  | Socorro              | LINEAR                               |
| 185793 - | 1999 VT117             | 9 de novembre de 1999  | Kitt Peak            | Spacewatch                           |
| 185794 - | 1999 VB127             | 9 de novembre de 1999  | Kitt Peak            | Spacewatch                           |
| 185795 - | 1999 VJ143             | 14 de novembre de 1999 | Socorro              | LINEAR                               |
| 185796 - | 1999 VA151             | 14 de novembre de 1999 | Socorro              | LINEAR                               |
| 185797 - | 1999 VL152             | 10 de novembre de 1999 | Kitt Peak            | Spacewatch                           |
| 185798 - | 1999 VU155             | 9 de novembre de 1999  | Socorro              | LINEAR                               |
| 185799 - | 1999 VW155             | 9 de novembre de 1999  | Socorro              | LINEAR                               |
| 185800 - | 1999 VF164             | 14 de novembre de 1999 | Socorro              | LINEAR                               |